# Celestus occiduus
Celestus occiduus – wymarły gatunek tropikalnej jaszczurki z rodziny Diploglossidae.

## Występowanie
Gatunek endemiczny Jamajki.

## Status
Za wymarłego uznano go w 1994 (Groombridge).
Ostatni raz odnotowano go w 1840. Wyginięcie prawdopodobnie jest skutkiem wprowadzenia do jego środowiska dodatkowych drapieżników (jak np. mangusty) przez człowieka.